# Châtres (Aube)
Châtres és un municipi francès situat al departament de l'Aube i a la regió del Gran Est. L'any 2007 tenia 595 habitants.

## Demografia

### Població
El 2007 la població de fet de Châtres era de 595 persones. Hi havia 228 famílies de les quals 52 eren unipersonals (16 homes vivint sols i 36 dones vivint soles), 80 parelles sense fills, 84 parelles amb fills i 12 famílies monoparentals amb fills.
La població ha evolucionat segons el següent gràfic:
Habitants censats

### Habitatges
El 2007 hi havia 261 habitatges, 233 eren l'habitatge principal de la família, 14 eren segones residències i 14 estaven desocupats. 259 eren cases i 2 eren apartaments. Dels 233 habitatges principals, 179 estaven ocupats pels seus propietaris, 52 estaven llogats i ocupats pels llogaters i 2 estaven cedits a títol gratuït; 9 tenien dues cambres, 36 en tenien tres, 56 en tenien quatre i 131 en tenien cinc o més. 161 habitatges disposaven pel capbaix d'una plaça de pàrquing. A 90 habitatges hi havia un automòbil i a 127 n'hi havia dos o més.

### Piràmide de població
La piràmide de població per edats i sexe el 2009 era:
| Homes | Edats   | Dones |
| ----- | ------- | ----- |
| 0     | 95 o +  | 0     |
| 0     | 90 a 94 | 0     |
| 0     | 85 a 89 | 0     |
| 4     | 80 a 84 | 4     |
| 8     | 75 a 79 | 8     |
| 4     | 70 a 74 | 16    |
| 12    | 65 a 69 | 20    |
| 0     | 60 a 64 | 16    |
| 32    | 55 a 59 | 24    |
| 24    | 50 a 54 | 24    |
| 40    | 45 a 49 | 32    |
| 16    | 40 a 44 | 16    |
| 12    | 35 a 39 | 28    |
| 28    | 30 a 34 | 24    |
| 0     | 25 a 29 | 0     |
| 12    | 20 a 24 | 12    |
| 28    | 15 a 19 | 40    |
| 36    | 10 a 14 | 16    |
| 16    | 5 a 9   | 12    |
| 16    | 0 a 4   | 8     |

## Economia
El 2007 la població en edat de treballar era de 392 persones, 288 eren actives i 104 eren inactives. De les 288 persones actives 256 estaven ocupades (145 homes i 111 dones) i 32 estaven aturades (7 homes i 25 dones). De les 104 persones inactives 41 estaven jubilades, 39 estaven estudiant i 24 estaven classificades com a «altres inactius».

### Ingressos
El 2009 a Châtres hi havia 247 unitats fiscals que integraven 647 persones, la mediana anual d'ingressos fiscals per persona era de 17.673 €.

### Activitats econòmiques
Dels 17 establiments que hi havia el 2007, 2 eren d'empreses alimentàries, 1 d'una empresa de fabricació d'altres productes industrials, 1 d'una empresa de construcció, 7 d'empreses de comerç i reparació d'automòbils, 2 d'empreses de transport, 2 d'empreses de serveis, 1 d'una entitat de l'administració pública i 1 d'una empresa classificada com a «altres activitats de serveis».
Dels 2 establiments de servei als particulars que hi havia el 2009, 1 era un taller de reparació d'automòbils i de material agrícola i 1 empresa de construcció.
L'únic establiment comercial que hi havia el 2009 era una fleca.
L'any 2000 a Châtres hi havia 11 explotacions agrícoles.

## Equipaments sanitaris i escolars
El 2009 hi havia una escola elemental integrada dins d'un grup escolar amb les comunes properes formant una escola dispersa.

## Poblacions més properes
El següent diagrama mostra les poblacions més properes.